# Laurence Hyde, 1:e earl av Rochester

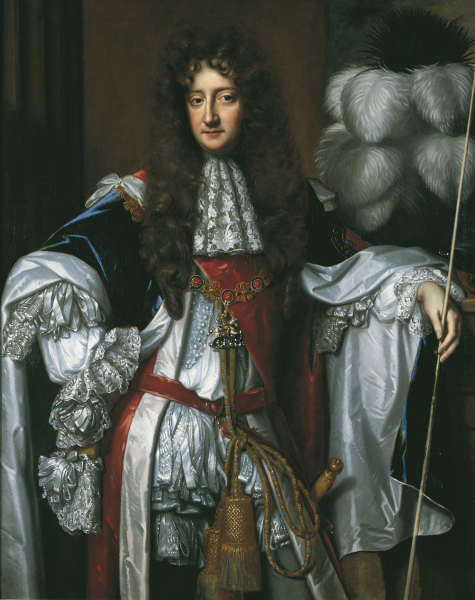
Laurence Hyde, 1:e earl av Rochester, porträtterad av Willem Wissing.

Laurence Hyde, 1:e earl av Rochester, född i mars 1642 i London, död där den 2 maj 1711, var en engelsk ädling. 
Hyde var 1661–1681 medlem av underhuset, användes av Karl II 1676 som ambassadör till Polen och 1677–1678 som fredsmedlare i Nijmegen och upphöjdes 1681 till earl av Rochester. Han avslöt 1681 den beryktade hemliga subsidietraktaten med Frankrike och var som förste skattkammarlord (från 1679) och lordpresident (från 1684) ledare av toryreaktionen under Karl II:s sista år. Under Jakob II blev Hyde 1685 lordskattmästare, men motarbetades som högkyrklig av katolikerna och avgick i januari 1687 hellre än att låta sig "undervisa i religionen". Hyde misstroddes av Vilhelm och Maria, var 1700–1703 lordlöjtnant på Irland och under hela drottning Annas regering de högkyrkligas ledare i överhuset. Åren 1710–1711 var han ånyo lordpresident. Hans och brodern Henrys brev och dagböcker utgavs av Samuel Weller Singer (2 band, 1828).
Han var son till Edward Hyde, 1:e earl av Clarendon och gift med Henrietta Hyde.